# Giuseppe Talamucci
Giuseppe Talamucci (Firenze, 20 ottobre 1933 – Firenze, 3 febbraio 2008) è stato un pediatra italiano.

## Biografia
Direttore dell'Istituto Medico Pedagogico “Umberto I” di Firenze dal 1967 fino alla chiusura avvenuta nel 1978 in seguito alla riforma del Sistema Sanitario Nazionale (L. 83/1978). Dal 1978 è Neuropsichiatra Infantile Primario USL10/B e aiuto dell’Istituto Medico Pedagogico Provinciale di Firenze. Dal 1966 fa parte del gruppo di intellettuali e di professionisti da cui è nato a Firenze il Movimento dei Pedagogisti Clinici. Nel 1974 è a fianco di Guido Pesci quando fonda il Movimento dei Pedagogisti Clinici e dà vita alla Pedagogia Clinica e alla professione di Pedagogista Clinico. Illustre Neuropsichiatra partecipa al Movimento, ne sostiene la ricerca e la sperimentazione, aiuta a definire i principi e le prassi della Pedagogia Clinica e a sostanziare le abilità del Pedagogista Clinico. Già promotore del Movimento, nel 1997 viene eletto membro del Consiglio dell’Associazione Nazionale dei Pedagogisti Clinici (ANPEC); nello stesso anno ha la nomina di docente per la formazione dei Pedagogisti Clinici presso l’Istituto Superiore Formazione Aggiornamento e Ricerca (ISFAR) e ne diviene componente del Comitato Scientifico; contemporaneamente assume il ruolo di responsabile della segreteria della Società Italiana di Neuropsichiatria (S.I.N.P.I.A.).
Dal 2004 conduce seminari, presiede ed è relatore in congressi e convegni organizzati da ISFAR e ANPEC, tra cui “L’aiuto alla persona”, Firenze, Palazzo dei Congressi (23 e 24 ottobre 2004); “I problemi degli apprendimenti”: Firenze, Sala convegni del Grand’Hotel Adriatico (15 settembre 2005); Padova, Sala convegni della Pia Opera Croce Verde (24 settembre 2005); Napoli, Sala convegni dello StarHotel Terminus (15 ottobre 2005); Su “Ambiti operativi del Pedagogista Clinico”: Palermo, Hotel San Paolo Palace (1 ottobre 2005); “Il Pedagogista Clinico e le istituzioni” Milano, Auditorium della Provincia di Milano (6 maggio 2006); “Il Pedagogista Clinico in aiuto alla persona” Trieste, Sala Saturnia Stazione Marittima (13 maggio 2006); “Il Pedagogista Clinico in aiuto ai bisogni di tutte le età” Matera, Sala Convegni (7 ottobre 2006). Nel 2007 Giuseppe Talamucci presiede seminari itineranti  su “ADHD- Diagnosi e intervento di aiuto” presso la Sala Convegni del T-Hotel in Cagliari (19 maggio 2007), in San Vincent (AO) nella  Sala Gran Paradiso del Grand Hotel Billia (20 settembre 2007). Presso il Centro Congressi Excelsior Grand Hotel di Catania il 29 settembre 2007 conduce il Convegno su “Pedagogisti clinici in Sicilia” e il 20 ottobre 2007 il Convegno su “Il Pedagogista Clinico: una risorsa di fronte alle emergenze sociali, presso il Centro Congressi Expò Magazzini del Cotone a Genova.

## Opere principali
- Giuseppe Talamucci (in coll.), Problemi attuali della scuola materna: osservazioni e considerazioni psico-pedagogiche, in Atti Convegno Italo Cecoslovacco  Roma,19-20 nov. 1966.
- Giuseppe Talamucci (in coll.), Considerazioni sulla educazione psicomotoria negli insufficienti mentali di media gravità, in Riv. Neurobiologia vol. XIII. 1967.
- Giuseppe Talamucci (in coll.), Il ritmo e la melodia  nell’educazione del linguaggio e nella correzione dei difetti  di pronuncia, in Riv. Neurobiologia vol. XIII. 1967.
- Giuseppe Talamucci (in coll.), Apprendimento degli instabili istituzionalizzati, in Atti III Congresso Europeo di Pedopsichiatria, Wiesbaden 4-9 maggio 1967.
- Giuseppe Talamucci, Considerazioni sulla formazione dei gruppi di bambini ritardati mentali, Pacini Mariotti, Pisa 1968.
- Giuseppe Talamucci (in coll.). La funzione del Servizio di igiene e profilassi mentale infantile nel quadro della programmazione sanitaria nazionale, Gaggi, Bologna1968.
- Giuseppe Talamucci, Etiopatogenesi delle paralisi cerebrali infantili studio casistico, Pisa: Pacini Mariotti, 1968.
- Giuseppe Talamucci (in coll.), Linguaggio e disturbi temporo-spaziali : una esperienza con il Language Master, in Riv. Neurobiologia Vol.XVI 1970.
- Giuseppe Talamucci, Il contributo della Neuropsichiatria alla Pedagogia Clinica, Edizioni Scientifiche ISFAR Firenze 2004.
- Giuseppe Talamucci, prefaziona il volume Disgrafia senza dislessia dalla diagnosi alla riabilitazione, a cura di Carla Basagni, Tirrenia : Edizioni del Cerro, 2007.